# Stazione di West Ealing
La stazione di West Ealing è una stazione ferroviaria situata nella zona di West Ealing, facente parte del borgo londinese di Ealing. La stazione sorge lungo la Great Western Main Line e a ovest della stessa si dipana la ferrovia per Greenford.

## Storia
La stazione è stata inaugurata il 1º marzo 1871 come Castle Hill dalla compagnia Great Western Railway, costruita da Londra Paddington a Maidenhead tra il 1836 e il 1838. La stazione è stata rinominata Castle Hill Ealing Dean nel 1875. Dal 1º marzo 1883, la stazione è stata servita dai servizi della District Railway operanti tra Mansion House e Windsor. Questo servizio è stato interrotto perché antieconomico dopo il 30 settembre 1885. Il 1º luglio 1899 la stazione è stata rinominata West Ealing.

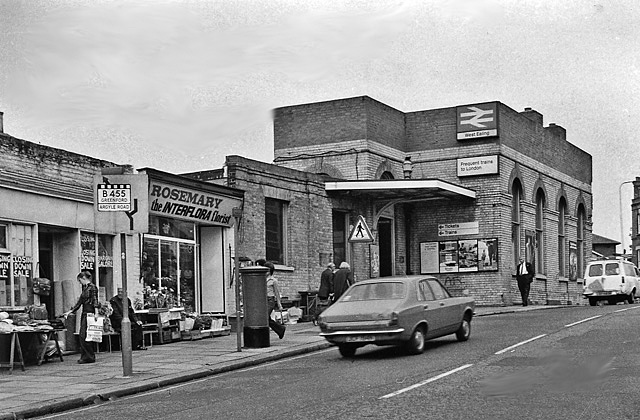
Il fabbricato passeggeri originale nel 1978

In origine la stazione era composta da quattro binari con disposizione sfalsata: il binario 1 (insieme a un binario di raccordo) e l'isola che comprendeva i binari 2 e 3 a ovest del ponte di Drayton Green Road, e il binario 4 sul lato est. La stazione si trovava accanto alla principale cremeria della London Co-operative Society, e quindi a metà del 1900 fu dotata di un binario dedicato ai treni del latte.
Il binario 1 e il suo binario di raccordo sono stati demoliti alla fine degli anni '60; il binario 4 è stato demolito e spostato a ovest del ponte all'inizio del 1990, coprendo parzialmente il sito del deposito del latte, allora chiuso da tempo; il binario 2 è stato parzialmente demolito e recintato all'inizio del 1991, poiché i treni della linea principale non servivano più la stazione. I resti della piattaforma per i treni del latte sono ancora visibili oggi, accanto al binario 5.
Dal 1985 al 1990 circa, l'accesso al binario 4 originale era di fronte all'edificio della stazione, attraverso il ponte di Drayton Green Road. Il precedente edificio della stazione (oggi chiuso) è stato completato all'inizio del 1987, dopo la demolizione del precedente edificio centenario avvenuta un anno prima.

### Progetto Crossrail
West Ealing è stata proposta per la prima volta come parte del Progetto Crossrail negli anni '90.
Nel 2003, una consultazione pubblica iniziale ha proposto che nessun servizio Crossrail si sarebbe fermato alla stazione. A seguito di critiche, è stato proposto che i servizi avrebbero fatto scalo alla stazione 7 giorni su 7, con miglioramenti alla stazione tra cui una nuova biglietteria e un accesso senza gradini. Tuttavia, la diramazione di Greenford sarebbe terminata alla stazione su un nuovo binario, per consentire a un maggior numero di servizi di raggiungere Paddington. Nel maggio 2011, Network Rail ha annunciato che avrebbe apportato miglioramenti e modifiche per preparare la stazione ai servizi ferroviari che avrebbero servito la ferrovia Crossrail.
Nel 2015, il progetto della stazione è stato approvato dal Consiglio del Borgo di Ealing, consentendo l'inizio dei lavori di costruzione. I lavori comprendono un nuovo edificio della stazione progettato dallo studio Bennetts Associates con accesso da Manor Road, un nuovo binario per la diramazione di Greenford, l'estensione dei binari e l'accesso senza gradini a tutti i binari. All'esterno della stazione, i miglioramenti dell'ambiente pubblico finanziati da Transport for London e dal Consiglio del Borgo di Ealing comprendono una tabella di velocità rialzata con pavimentazione in granito, marciapiedi allargati, alberi stradali e parcheggi per biciclette.
Nel settembre 2016, la Great Western Railway ha iniziato a operare servizi da Paddington con treni della Classe 387, il che ha fatto sì che la maggior parte dei servizi di Greenford che in precedenza erano diretti a Paddington terminassero a West Ealing, utilizzando il binario 5 di nuova costruzione. Nel giugno 2017 è stato annunciato che il completamento della stazione è stato posticipato al 2019. Nel dicembre 2017, MTR Crossrail ha assunto la gestione della stazione da Great Western Railway, con i servizi di TfL Rail in funzione dal maggio 2018, trasferiti sulla Elizabeth Line nel maggio 2022. Nel 2019 sono stati assegnati i contratti per il nuovo edificio della stazione, consentendo la costruzione del nuovo edificio della stazione.
Dopo i ritardi dovuti alla pandemia di COVID-19, il nuovo edificio della stazione è stato inaugurato il 25 marzo 2021, con accesso senza gradini a tutte le banchine. L'edificio della stazione esistente su Drayton Green Road è stato definitivamente chiuso.

### Incidenti
Il 5 agosto 1989, un treno passeggeri espresso che viaggiava da Oxford a Paddington si scontrò con un pezzo di rotaia lasciato sui binari, probabilmente lasciato da dei vandali, e la locomotiva, la Classe 50 50025 Invincible, deragliò lungo i punti vicino al binario 2 (questi punti furono rimossi nel novembre dello stesso anno). Non ci furono feriti gravi.

## Movimento
L'impianto è servito dai treni suburbani in servizio sulla Elizabeth Line, gestiti da Transport for London, e dai treni suburbani della compagnia Great Western Railway.
Nel dicembre 2018, la società Chiltern Railways ha iniziato a gestire un servizio parlamentare una volta al giorno nei giorni feriali da South Ruislip e da High Wycombe attraverso la ferrovia West Ealing-Greenford. Ha sostituito un servizio per Londra Paddington attraverso la ferrovia Acton-Northolt. Dopo la pandemia di COVID-19, a frequenza è passata a un treno una volta alla settimana, di mercoledì.
L'ultima corsa è stata effettuata il 7 dicembre 2022, quando è stato sostituito da un servizio di autobus.

## Interscambi
Nelle vicinanze della stazione effettua fermata alcune linee automobilistiche urbane, gestite da London Buses.
- Fermata autobus

## Servizi
La stazione dispone di:
- Biglietteria a sportello
- Biglietterie automatiche attive 24/24
- Stazione video sorvegliata
- Servizi igienici